# HBW Balingen-Weilstetten
HBW Balingen-Weilstetten is een Duitse handbalclub uit Balingen. Balingen-Weilstetten speelt in de Handball-Bundesliga. De club is in 2002 ontstaan door een fusie tussen de handbalafdelingen van TSG Balingen en TV Weilstetten.

## Erelijst
| Competitie    | Aantal | Jaren   |
| ------------- | ------ | ------- |
| Beker (Derde) | 1×     | 2024/25 |